# تونس في الألعاب المتوسطية 2001
شاركت تونس في الألعاب المتوسطية 2001 في تونس وفازت بتسعة عشر ميدالية ذهبية, 12 ميدالية فضية و 25 ميدالية برونزية.

## مواضيع ذات صلة
- تونس في الألعاب المتوسطية